# Guido Ravasi
Guido Ravasi (Milano, 1877 – Como, 1946) è stato un imprenditore italiano nel settore dei tessuti in seta.

## Biografia
Guido nasce da una famiglia legata ai tessuti, suo padre era contitolare di un'attività dedita al commercio e la filatura di sete orientali. Proprio grazie al padre riesce ad entrare giovane nel mondo della seta, e compie i suoi primi viaggi come quello a Krefeld, centro importante per la produzione di tessuti per cravatteria, dove impara il mestiere per cui è ricordato come innovatore creativo. Dopo Krefeld viene eletto dirigente di una tessitura serica a Vienna.
Nel 1903 torna in Italia e nel 1912 fonda a Como l'azienda che poi si chiamerà Industrie Seriche Nazionali Guido Ravasi.
Cerca di riscattare l'importanza italiane e di Como nella produzione serica, concentrandosi sulla produzione di cravatteria "di fantasia" e tessuti d'arte per arredamento. Sceglie coloriture e abbinamenti da sé, ma anche in collaborazione con Mario Cito Filomarino, Piero Persicalli e altri. Fra i suoi più importanti disegnatori vi fu anche Graziella Brizzi-Marchi.
Partecipa come coordinatore a sezione della prima Triennale di Milano del 1930.
A Como istituisce la SAR, negozio da cui verranno committenze internazionali da papi, principi, banchieri, statisti e poeti, oltre a stilisti come Emilio Pucci.
Intrattiene rapporti con musicisti, scrittori, critici d' arte tra cui Margherita Sarfatti con la quale si batte per la tutela dei beni storici del Lago di Como. Strinse amicizia con altri setaioli comaschi fra cui Francis Clivio.
Nel 1901 si sposa, a Krefeld, con Elsa Urban dalla quale ha due figli: Irma e Giuseppe. Quest'ultimo continuò l'attività fino agli anni '60, prediligendo la stampa tessile.
È sepolto nel cimitero di Monte Olimpino, alle pendici della collina di Cardina.